# 975 (szám)
A 975 (római számmal: CMLXXV) egy természetes szám.

## A szám a matematikában
A tízes számrendszerbeli 975-ös a kettes számrendszerben 1111001111, a nyolcas számrendszerben 1717, a tizenhatos számrendszerben 3CF alakban írható fel.
A 975 páratlan szám, összetett szám, kanonikus alakban a 31 · 52 · 131 szorzattal, normálalakban a 9,75 · 102 szorzattal írható fel. Tizenkettő osztója van a természetes számok halmazán, ezek növekvő sorrendben: 1, 3, 5, 13, 15, 25, 39, 65, 75, 195, 325 és 975.
A 975 négyzete 950 625, köbe 926 859 375, négyzetgyöke 31,22499, köbgyöke 9,91596, reciproka 0,0010256. A 975 egység sugarú kör kerülete 6126,10567 egység, területe 2 986 476,516 területegység; a 975 egység sugarú gömb térfogata 3 882 419 471,2 térfogategység.